# Івановка (Княгининський район)
Івановка (рос. Ивановка) — присілок в Княгининському районі Нижньогородської області Російської Федерації.
Населення становить 29 осіб. Входить до складу муніципального утворення Возрожденська сільрада.

## Історія
Від 2009 року входить до складу муніципального утворення Возрожденська сільрада.

## Населення
| 2002 | 2010 |
| ---- | ---- |
| 41   | ↘29  |